# Кампосеко, Астрид
Астрид Роксана Кампосеко Эрнандес (исп. Astrid Roxana Camposeco Hernández; род. 27 апреля 1991, Кесальтенанго) — гватемальская тяжелоатлетка. Участница летних Олимпийских игр 2012 года.

## Биография
Астрид Кампосеко родилась 27 апреля 1991 года в гватемальском городе Кесальтенанго.
В 2011 году участвовала в Панамериканских играх в Гвадалахаре. В весовой категории свыше 75 кг заняла 6-е место с результатом 198 кг по сумме двоеборья.
В 2012 году вошла в состав сборной Гватемалы на летних Олимпийских играх в Лондоне. В весовой категории свыше 75 кг заняла 10-е место, подняв в сумме двоеборья 208 кг (93 кг в рывке и 115 кг в толчке) и уступив 125 кг завоевавшей золото Чжоу Лулу из Китая.
В 2013 году участвовала в чемпионате мира во Вроцлаве. В весовой категории свыше 75 кг заняла последнее, 14-е место с результатом 205 кг.
В 2015 году должна была выступить на Панамериканских играх в Торонто, но 9 июля за шесть дней до соревнований сообщили о том, что допинг-тест, взятый у неё 23 мая, оказался положительным: в её анализе обнаружили кленбутерол и болденон. Кампосеко была дисквалифицирована.